# The Plant List
The Plant List је списак ботаничких имена врста биљака коју одржавају Краљевске ботаничке баште у Кјуу и Ботаничка башта Мисурија. Покренут је децембра 2010. године. Циљ је да постане свеобухватна енциклопедија, да садржи имена свих познатих врста.
Постоји комплементаран пројекат који се зове Међународни индекс имена биљака (IPNI), у који је Кју такође укључен. IPNI има за циљ пружити информације о публикацијама а не о томе која су имена врста призната. Нообјављена имена се аутоматски додају из IPNI-ја на Светску контролну листу одабраних породица биљака — базу података која подбаза базе The Plant List.

## Опис
The Plant List има преко 1.064.035 научних имена врста биљака. Од овог броја 350.699 је прихваћених научних имена, а припадају 642 породице биљака и 17.020 родова биљака.
Сајт The Plant List прихвата 350.699 јединствених врста, са 470.624 синонима за ове врсте, што сугерише да веома много врста има више него једно име. The Plant List је до 2014. године одредио да преко 243.000 имена има „нерешен” статус, што значи да ботаничари нису могли да установе да ли је реч о засебним врстама или дупликацији неке од 350.699 евидентираних јединствених врста.

## Јавност
Када је The Plant List покренут 2010. године (Међународна година биодиверзитета), привукао је пажњу медија због свог свеобухватног приступа. Фокс њуз је истакао број размотрених синонима, сугеришући да ово резултује „изненађујућим недостатком” биодиверзитета на Земљи. The Plant List је такође привукао пажњу због тога што је допринео раду енглеског натуралисте Чарлса Дарвина, који је 1880-их почео да води евиденцију биљака по имену Индекс Кјуенсис (IK).
Кју је додао око 6.000 врста сваке године откако је IK почео да излази, са 400.000 имена врста. Међутим IK (који је до 1913. избегавао доношење таксономског суда у својим изворима) тренутно је део IPNI-ја а не The Plant List.